# Cuatrecasas

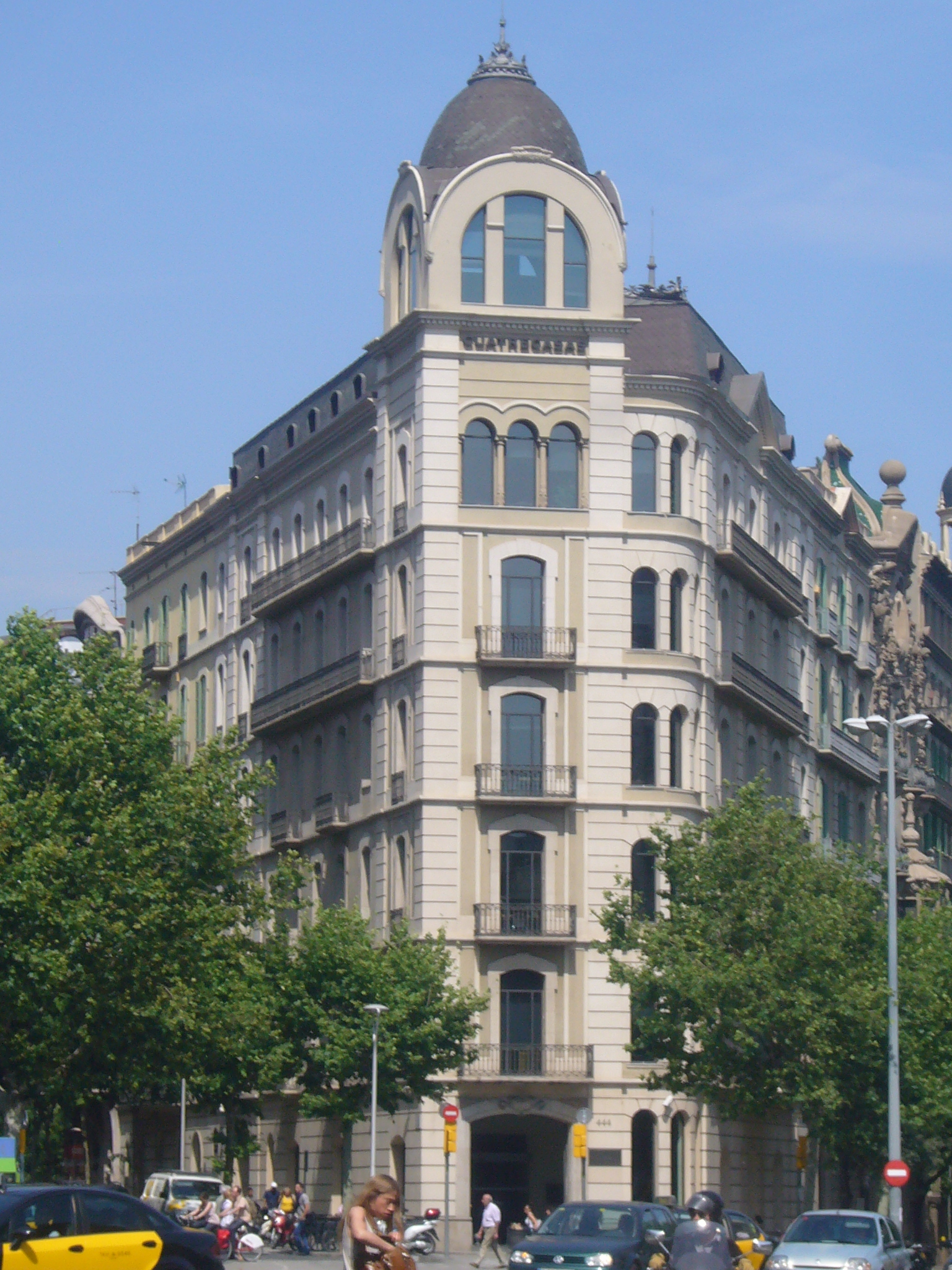
Oficines de la firma, a l'antic edifici Majorica, al Passeig de Gràcia amb l'Avinguda Diagonal de Barcelona

Cuatrecasas és una firma d'advocats fundat el 1917 a Barcelona per Emili Cuatrecasas i Buquet. Com a resultat de la fusió de l'any 2003 entre Cuatrecasas Abogados i Gonçalves Pereira, fundat a Lisboa el 1928 per Armando Gonçalves Pereira es va anomenar Cuatrecasas, Gonçalves Pereira. L'any 2017 recuperà el nom Cuatrecasas.
El 2010 la firma va facturar 241,7 milions d'euros i va tancar l'any amb 982 advocats, entre ells 241 socis, i 24 oficines en el món. L'any 2010 era el segon despatx espanyol amb més volum de negoci després de Garrigues Advocats. La firma té oficines especialitzades en dret dels negocis a ciutats com Madrid, Barcelona, Lisboa, Nova York, Brussel·les, París, Londres i Casablanca. El seu president actual és Rafael Fontana.

## Història
Cuatrecasas Abogados té els seus orígens en una agència fundada l'any 1917 al número 4 del carrer Escudellers de Barcelona, on l'advocat Francisco Vigil tenia una gestoria. Emili Cuatrecasas i Buquet (1902-1965), segon fill d'una família humil de Manlleu, va entrar a treballar-hi. El negoci va ser traspassat a un altre advocat i adoptar el nom de Gestoría Administrativa Vallvé que es dedicava a la fiscalitat. El propietari va morir poc temps després, i el 1926 la viuda va optar per vendre el despatx a Cuatrecasas, per 75.000 pessetes, amb l'aval del seu germà.
Emili va associar-se amb Ferran Agulló, destacat dirigent de la Lliga Regionalista de Cambó, i incorporà altres socis, com Fernando de Ribot Olivas i Ángel Salanova, assolint una gran reputació en la dècada de 1930 en temes fiscals.

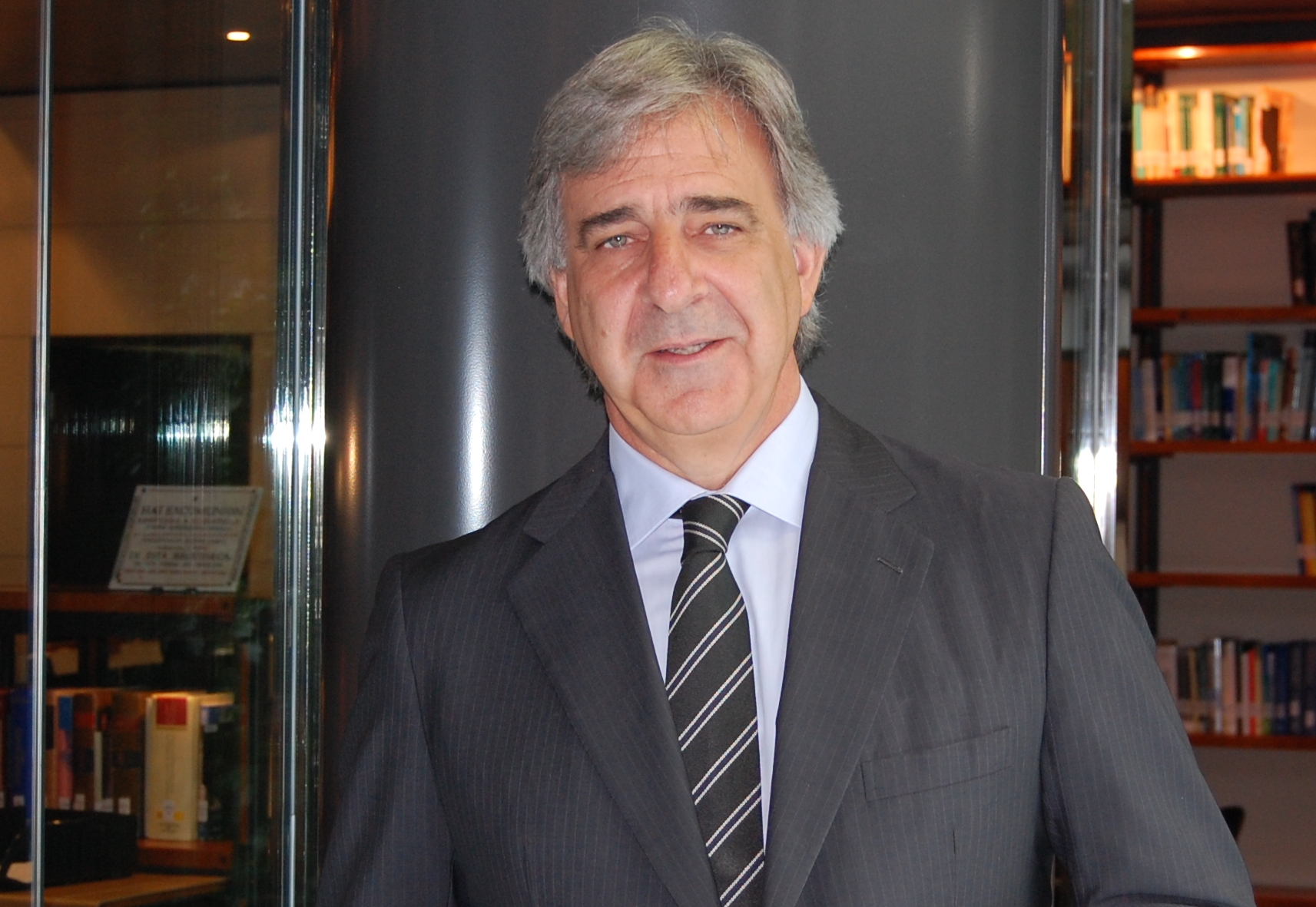
Emili Cuatrecasas i Figueras, president de la firma des de l'any 2001

L'any 1938, en plena guerra civil espanyola, Emili Cuatrecasas s'instal·là a Bilbao, i després del conflicte la firma va créixer, a mesura que la indústria catalana i basca es van anar recuperant. L'any 1953 es va incorporar a la firma el seu fill, Pere Cuatrecasas i Sabata (1929-2001), en un moment en què tenien 15 empleats a Barcelona. El 1965 va morir el fundador, que va ser succeït com a president pel seu fill Pere, associat amb Ángel Salanova i Federico Espadaler, sota el nom de Bufete Cuatrecasas.
El 1977 Emili Cuatrecasas i Figueras es va incorporar la firma que llavors presidia el seu pare, Pere Cuatrecasas. Emili fou nomenat managing partner l'any 1980, i immediatament inicià amb el seu pare un pla d'expansió i modernització del despatx, fins a convertir-lo en un dels més prestigiosos del país. L'any 2000 obriren una oficina a Nova York i el 2001 a São Paulo.
Després de la mort de Pere Cuatrecasas, esdevinguda el 2001 a causa d'un càncer, el mateix 2001 Emili Cuatrecasas i Figueras, net del fundador va ser nomenat President Executiu de la firma. El 2003 va realitzar la fusió amb la firma portuguesa Gonçalves Pereira. L'any 2004 obrí oficina a París i el juny de 2006 a Londres. L'any 2006 va incorporar l'equip d'advocats del despatx fundat a Sevilla i Madrid pel catedràtic de dret mercantil Manuel Olivencia, passant a tenir una plantilla de 836 professionals i socis i uns ingressos de 162,17 milions d'euros.
Segons un cable filtrat per WikiLeaks el desembre de 2010, el fiscal espanyol contra la corrupció i el crim organitzat, José Grinda González, es queixà del fet que els mafiosos russos disposessin d'advocats de Cuatrecasas per a la seva defensa. Pocs dies després, Cuatrecasas va desmentir qualsevol vinculació amb la màfia russa.
Emili Cuatrecasas va cedir la presidència del bufet a Rafael Fontana el 30 de juliol de 2014, fins al moment conseller delegat de l'empresa. El 2016 la firma va presentar una facturació de 270 milions d'euros, any record entre d'altres per les consultes al grup Volkswagen en l'Escàndol de les emissions.